# Феникс
Фе́никс (греч. φοῖνιξ, лат. phoenix) — мифологическая долгоживущая птица, возрождающаяся после гибели. В древнеегипетской мифологии она называлась бенну, а в античной — связана с символом солнца. Представлялась по величине и виду схожей с орлом, с ярко-красным или золотисто-красным оперением. По распространённой версии мифа, предвидя свою смерть, феникс осуществлял самосожжение, после чего появлялся вновь из пепла, праха (в той или иной вариации миф связывался с Гелиополем). Считалось, что феникс — единственная, уникальная особь своего вида. В метафорическом истолковании феникс — символ вечного обновления, бессмертия.
В «Указателе мотивов народной литературы», каталоге американского фольклориста Стита Томпсона, мифы о фениксе классифицируются как мотив «B32».
Происхождение феникса было приписано культуре Древнего Египта. Согласно книге немецкого религиоведа Роэля ван ден Брука «Миф о Фениксе в соответствии с классическими и раннехристианскими традициями», со временем феникс мог по-разному «символизировать как обновление в целом, так и в частности: Солнце, время, Римскую Империю, реинкарнацию, консекрацию, жизнь в раю, Иисуса Христа, Деву Марию, девственность, конкретного исключительного человека или некоторые аспекты христианской жизни вообще». Некоторые учёные утверждают, что в поэме Лактанция «De ave phoenice» мифологический мотив феникса может быть интерпретирован как символ воскресения Христа.
В алхимии феникс соответствует завершающей стадии Великого Делания (Opus Magnum) — получению философского камня и может считаться его символом. Эта стадия носила название «красного делания» (rubedo). По мнению К. Г. Юнга, «в алхимии… дракон считается низшей формой Меркурия, а феникс — высшей».
Феникс, «освобождённая душа», по выражению К. Г. Юнга, стал символом человеческого возрождения.

## Мифология

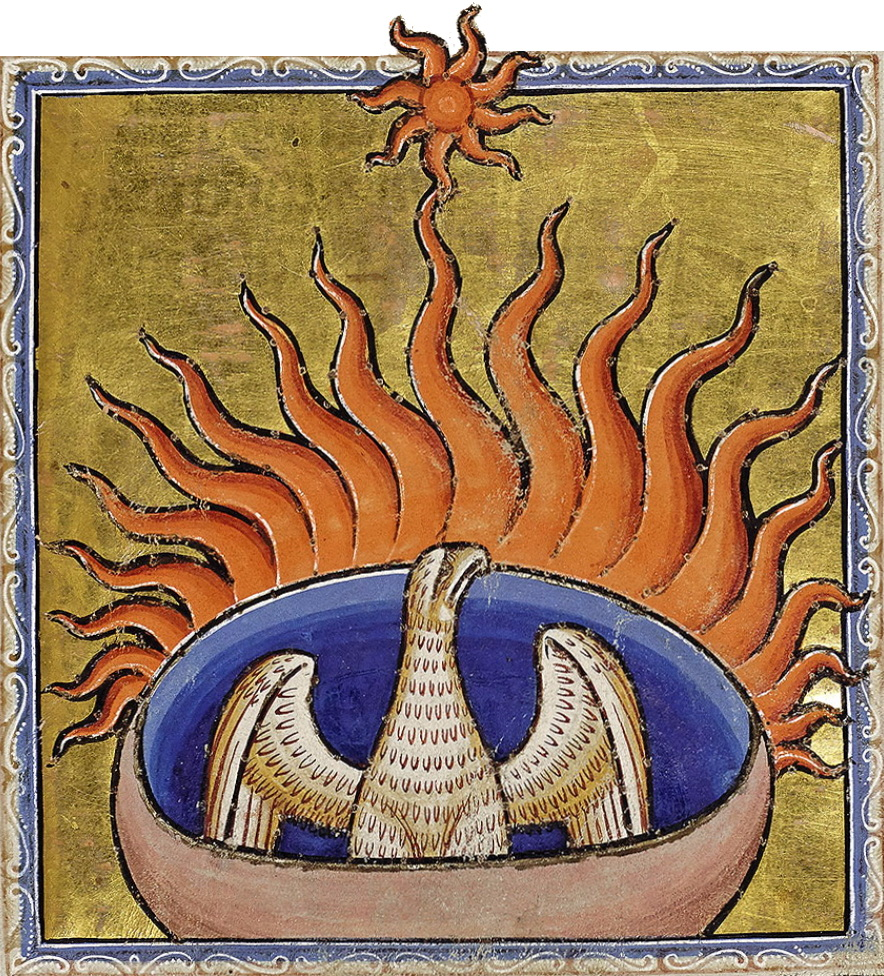
Смерть феникса, сгорающего в пламени, Абердинский бестиарий

Первое письменное упоминание мифа о Фениксе встречается у Геродота (V век до н. э.). Он сообщает, что это птица из Аравии, живёт 500 лет вместе со своим родителем, а когда тот умирает, прилетает в храм бога Солнца в египетском городе Гелиополе и там хоронит тело родителя. О самосожжении феникса и последующем возрождении Геродот не упоминает, а сам миф характеризует как неправдоподобный. Тацит также считает легенду в целом вымыслом, однако пишет, что в консульство Павла Фабия и Луция Вителлия (около 35 года н. э.) многие в Египте видели прилёт феникса. В пересказе Тацита феникс раз в 500 лет рождает птенца, после чего умирает. Легенда упоминается и другими античными авторами, большинство которых уже включает в изложение акт самосожжения феникса. В некоторых древних источниках есть информация про то, что фениксы могут исчезнуть во вспышке света, а потом появиться в любом другом месте:
- Лактанций, поэма «Птица Феникс».
- Овидий. Метаморфозы XV 392—407[2]; Любовные элегии II 6, 54.
- Нонн Панополитанский. Деяния Диониса XL 406[3].
- Клавдий Клавдиан. Поэма «Феникс».
- Гай Юлий Солин 33, 12.

В христианском мире феникс символизирует триумф вечной жизни, воскрешение, веру, постоянство; это символ Христа. В раннем христианстве феникс постоянно встречается на погребальных плитах: здесь его значение — победа над смертью, воскрешение из мёртвых. На Руси у феникса были аналоги: жар-птица и финист.
В иудейской каббале есть некоторые толкования событий, произошедших в Ган Эдене (Райском Саду), где говорится, что Хава (Ева) накормила плодом от дерева познаний добра и зла мужа Адама и всех животных. Не поддалась искушению только птица Феникс, сохранившая впоследствии из-за этого своё относительное бессмертие. Эта птица живёт вечно, через каждые тысячу лет сгорая в пламени выходящем из её гнезда, и вновь возрождается из пепла. Здесь же упоминается и о гигантской птице Зиз, которая одним своим крылом способна закрыть всё солнце. Обе эти птицы, по преданиям, были обитателями Ган Эдена (Райского Сада) во времена пребывания там Адама и Евы (Хавы).
Существует и другое предание о бессмертной птице. Во время 12-месячного пребывания праведного Ноя в Ковчеге во время потопа он кормил пребывающих там животных. Из всех обитателей ковчега только феникс лежал, скромно прикорнув в уголке, и на вопрос Ноя: «Отчего ты не требуешь себе пищи?» — отвечал: «— Я видел, как много у тебя хлопот с другими, и не решился беспокоить тебя.» — Тронутый этими словами, Ной сказал: «— Ты пожалел моего труда, соболезнуя моим огорчениям. Да пошлёт тебе Всевышний жизнь вечную!»
Наряду с фениксом данная птица в некоторых местах Библии упоминается как «Холь» — название феникса на иврите — «Оф холь» (עוף חול) (с иврита — «оф» עוף — «птица» и «холь» חול — песок, прах, пепел) и Оршина.

## В геральдике
В немецком разделе есть отдельная статья Phönix (Wappentier).
В геральдике феникса изображают поднимающимся из пламени; как Елизавета I, так и Мария, королева шотландцев, выбрали феникса в качестве своей эмблемы.

## Галерея

Геральдический феникс
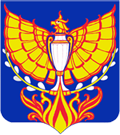
Герб Вербилок